# Voices from the FIFA World Cup
| Đánh giá chuyên môn | Đánh giá chuyên môn |
| Nguồn đánh giá      | Nguồn đánh giá      |
| Nguồn               | Đánh giá            |
| ------------------- | ------------------- |
| Allmusic            | [ 1 ]               |

Voices from the FIFA World Cup là một album tổng hợp với nhiều nghệ sĩ, được Sony BMG phát hành năm 2006. Đây là album nhạc chính thức của Giải vô địch bóng đá thế giới 2006 ở Đức.

## Danh sách track (bản quốc tế)
Đĩa 1
1. "The Time of Our Lives" - Il Divo và Toni Braxton (Bài hát chính thức của Giải vô địch bóng đá thế giới 2006)
2. "Hips Don't Lie" (Bamboo) (2006 FIFA World Cup Mix) - Shakira hợp tác với Wyclef Jean
3. "Your Song" - Elton John
4. "Thank You" - Dido
5. "Woman in Love" - Barbra Streisand
6. "Because Of You" - Kelly Clarkson
7. "Truly Madly Deeply" - Savage Garden
8. "Why" - Annie Lennox
9. "Just the Way You Are" - Billy Joel
10. "Hero" - Mariah Carey
11. "I'll Stand By You" - The Pretenders
12. "Reach" - Gloria Estefan

Đĩa 2
1. "Will You Be There" - Michael Jackson
2. "Free Your Mind" - En Vogue
3. "By Your Side" - Sade
4. "I Believe In You" - Il Divo và Celine Dion
5. "Bridge Over Troubled Water" - Simon & Garfunkel
6. "Un-Break My Heart" - Toni Braxton
7. "Ev'ry Time We Say Goodbye" - Rod Stewart
8. "Bad Day" - Daniel Powter
9. "Wind Beneath My Wings" - Bette Midler
10. "One Moment in Time" - Whitney Houston
11. "Always on My Mind" - Elvis Presley
12. "Celebrate the Day (Zeit, Dass Sich Was Dreht, ở Đức, Thụy Sĩ, Liechtenstein và Áo)" -  Herbert Grönemeyer và Amadou et Mariam (Nhạc hiệu chính thức của Giải vô địch bóng đá thế giới 2006)

Track tặng kèm:
1. "Earth Song" - Michael Jackson
2. "Praying for time" - George Michael
3. "Wonderwall" - Oasis
4. "You Raise Me Up" - Westlife
5. "Born to Try" - Delta Goodrem
6. "Here's to the Heroes" - Kane Alexander
7. "One Day in Your Life" - Anastacia
8. "Believer" - Rogue Traders
9. "Learn to Fly" - Shannon Noll
10. "I Believe I Can Fly" - R. Kelly
11. "Another Day in Paradise" - Phil Collins
12. "Private Emotion" - Ricky Martin
13. "Rush" - Aly & AJ
14. "Let's Do It Again" - TLC
15. "Maria Maria" - Carlos Santana
16. "Nessun dorma" - Amici Forever
17. "Più bella cosa" - Eros Ramazzotti
18. "You and Me" - Lifehouse
19. "If I Ain't Got You" - Alicia Keys
20. "Sunrise" - Simply Red
21. "7 Seconds" - Youssou N'Dour hợp tác với Neneh Cherry
22. "The Closest Thing to Crazy" - Katie Melua
23. "Life" - Des'ree
24. "Shiver" - Natalie Imbruglia
25. "Your Game" - Will Young
26. "Everyday" - Bon Jovi
27. "Elevation" - U2

## Bảng xếp hạng
| Quốc gia | Vị trí xếp hạng |
| Đức      | 6               |
| Thụy Sĩ  | 8               |
| Na Uy    | 16              |
| Áo       | 24              |